# Topmodel
Topmodel es un reality show flamenco que enfrenta a un determinado grupo de concursantes a lo largo de distintos desafíos, y cuya ganadora recibirá un contrato con la agencia Dominique Models. La modelo belga Ingrid Seynhaeve presenta el show, basado en el original America's Next Top Model creado por Tyra Banks. 
El debut televisivo del show fue en KanaalTwee en octubre de 2007. En él, 10 concursantes mujeres conviven en un apartamento. El elenco abarca un grupo de mujeres de varias razas, alturas y tallas, seleccionadas de miles de aspirantes, compitiendo entre ellas a lo largo de varios desafíos que las ubican como modelos profesionales. Cada semana una concursante es eliminada por un panel d ejueces: Ingrid Seynhaeve, el experto en moda Ghislaine Nuytten, la modelo Elise Crombez y Monique Vanendert, fotógrafa. Los entrenadores son Lieve Gerrits como estilista, Aza Declercq como entrenadora en actuación y Vasko Todorof, en maquillaje. 
El segundo ciclo comenzó un año después del primero en octubre de 2008 y en una nueva cadena televisiva, 2BE. An Lemmens reemplazó a Ingrid Seynhaeve como presentadora del show. El jurado estuvo conformado por Marc Douchez, Dominique Models, Rudi Cremers, Els De Pauw, Pascale Belden y nuevamente Ghislaine Nuytten, ahora como la cabeza del panel. El número de concursante fue incrementado de 10 a 12.

## Ciclos
| Ciclo | Fecha de estreno         |                             | Ganadora                    | Primer Finalista |                             | Otras concursantes en orden de eliminación | Número de concursantes      |                             | Destino Internacional |
| 1     | 1 de octubre de 2007     | Hanne Baekelandt            | Ine Nijs & Valérie Debeerst | Jessie Colman, An Voorhoof, Tess Gonnissen, Kelly Van Den Kerchove & Elisa Guarraci, Eveline De Winter, Michèle Vanhooren                             | 10                          | Nueva York                                 |                             |                             |                       |
| 2     | 9 de octubre de 2008     | Virginie Bleyaert           | Barbara Vanden Bussche      | Maite Valck, Hasse De Meyer, Eline Janssen, Imke Courtois, Anouchka Muller, Yana Hermans, Stefanie Broes, Leen Van Belle, Daisy Olie, Alison Houthuys | 12                          | Ciudad del Cabo Marrakech                  |                             |                             |                       |
| 3     | 14 de septiembre de 2009 | ver Benelux' Next Top Model | ver Benelux' Next Top Model | ver Benelux' Next Top Model | ver Benelux' Next Top Model | ver Benelux' Next Top Model                | ver Benelux' Next Top Model | ver Benelux' Next Top Model |                       |